# 何姬
何姬(？—？)，丹陽句容（今江蘇省句容市）人，為废太子南阳王孫和姬妾，吳末帝孫皓之母。孫皓即位後，被尊為昭獻皇后，不久又進為皇太后。

## 生平
何姬的父親何遂是吳營中的一名騎兵。何姬曾於吳主孫權巡視各軍營時在道旁圍觀，被孫權看中，將她賜給三子孫和為姬妾。赤烏五年（242年），何姬為孫和生下庶長子，即後來的孫皓，孫權非常喜愛這個孩子，為他起名叫“彭祖”。同年孫和被立為太子，至赤烏十三年（250年）遭廢黜，徙故鄣（治今浙江省安吉縣），太元二年（252年）又封為南陽王，再遷至長沙（治今湖南省長沙縣）。何姬也跟隨丈夫到長沙居住。
建興二年（253年），宗室孫峻殺死孫和妻舅諸葛恪，將孫和遷往新都 （治今浙江省淳安縣），隨後賜死。何姬為了將年僅十二歲的孫皓撫養長大，並未隨同自殺，一同被撫養大的還有孫皓的三個異母弟。永安元年（258年）十月，孫休即位，封孫晧為烏程侯，何姬隨子到封地烏程（治今浙江省湖州市）。
元興元年（264年）七月，孙皓即位为帝，追尊孫和為“昭獻皇帝”，何姬被尊為“昭獻皇后”，不久又將何姬進為皇太后，居昇平宮，並將何姬的三個弟弟何洪、何蔣、何植都封為侯。建衡三年（271年）春正月，孙皓信巫覡之言，率軍西上，想要“青蓋入洛阳，以顺天命”，何太后也有隨行，後因途中受阻而還師。此後事蹟不詳。

## 人物

### 逸聞
- 當初，孫和被賜死時，嫡妃張氏以“吉凶當相隨，終不獨生活也”自殺殉情，[5]何姬則以“若皆從死，誰當養孤”而茍活，將孫皓與並非己出的孫德、孫謙、孫俊一同撫養大，其中孫俊即死去的嫡妃張氏之子。[6][7]
- 孫皓皇后滕芳兰後來失寵，孫皓有意廢掉她的皇后身份，被何太后所勸阻，後來滕皇后常去升平宮奉養何太后。[8]
- 何氏一族因何太后的關係，在孫皓一朝頗有權勢，族中子弟橫行，被百姓所憎惡。何太后的侄子何都長相與孫皓相似，當時民間有傳言稱：“皓久死，立者何氏子”。[9][10]

## 親族
- 父
  - 何遂，吳營騎兵。

- 弟
  - 何洪，封永平侯。
  - 何蔣，封溧陽侯。
  - 何植 [11]，封宣城侯，歷任備海都、牛渚都督，官至司徒，為孫皓所寵信。

- 侄
  - 何邈，何洪子，嗣封永平侯，官至武陵監軍，被晉軍所殺。
  - 何都，容貌與孫皓相似，曾有傳言認為孫皓已死，由何都代立。仅知何植为其叔父，未知其父是何洪还是何蒋。

## 外部連結
- 《三國志•吳書•孫和何姬傳（页面存档备份，存于）》

## 延伸阅读
[在维基数据编辑]
 《三國志/卷50》，出自陳壽《三國志》